# Giubileo d'argento
Un giubileo d'argento è una celebrazione tenuta per un 25º anniversario, ad esempio l'anniversario di un matrimonio (nozze d'argento) o l'anniversario dell'ascesa al trono di un monarca. È seguito dal giubileo d'oro.

## Il giubileo d'argento nel mondo[1]

### Regno Unito e reami del Commonwealth
- La regina Vittoria del Regno Unito (1837-1901) ha celebrato il suo giubileo d'argento nel 1862.
- Re Giorgio V del Regno Unito (1910-1936) ha celebrato il suo giubileo d'argento nel 1935. In quell'anno vennero aperti diversi parchi pubblici con il nome di Silver Jubilee Park o Jubilee Park e fu inaugurato un treno dal nome Silver Jubilee.
- La regina Elisabetta II, ha celebrato il suo giubileo d'argento nel 1977. Ci furono festeggiamenti in tutto il Regno Unito e nei reami del Commonwealth e venne rinominata linea Jubilee la linea della metropolitana di Londra in costruzione in quel periodo.

### Danimarca
La regina di Danimarca Margherita II ha celebrato il suo giubileo d'argento il 14 gennaio 1997.

### Paesi Bassi
- La regina dei Paesi Bassi Guglielmina (1890-1948) ha celebrato il suo giubileo d'argento nel 1915.
- La regina Beatrice (1980-2013) ha celebrato il suo giubileo d'argento il 30 aprile 2005.

### Spagna
Il re di Spagna Juan Carlos I (1975-2014) ha celebrato il suo giubileo d'argento il 22 novembre del 2000.

### Giappone
- L'imperatore del Giappone Hirohito (1926-1989) ha celebrato il suo giubileo d'argento il 25 dicembre 1951.
- L'imperatore Akihito ha celebrato il suo giubileo d'argento il 7 gennaio 2014.

### Thailandia
Il re di Thailandia Bhumibol Adulyadej (1946-2016) ha festeggiato il suo giubileo d'argento il 9 giugno 1971.

### Impero Ottomano
Il sultano ottomano Abdul Hamid II (1876-1909) ha festeggiato il suo giubileo d'argento il 31 agosto 1901.

### Impero austro-ungarico
L'imperatore d'Austria-Ungheria Francesco Giuseppe (1848-1916) ha festeggiato il suo giubileo d'argento il 2 dicembre 1873.

### Impero Germanico
- L'imperatore di Germania Guglielmo I (1861-1888) ha festeggiato il suo giubileo d'argento il 2 gennaio 1886 (come Re di Prussia).
- L'imperatore Guglielmo II (1888-1918) ha festeggiato il suo giubileo d'argento il 15 giugno 1913.

### Norvegia
- Il re di Norvegia Haakon VII (1905-1957) ha celebrato il suo giubileo d'argento il 18 novembre 1930.
- Il re Harald V ha celebrato il suo giubileo d'argento il 17 gennaio 2016.

### Svezia
- Il re di Svezia (e di Norvegia) Oscar II (1872-1907) ha festeggiato il suo giubileo d'argento il 18 settembre 1897.
- Il re di Svezia Carlo XVI Gustavo ha celebrato il suo giubileo d'argento il 15 settembre 1998.